# Municipio de Tabernacle (Carolina del Norte)
El municipio de Tabernacle (en inglés: Tabernacle Township) es un municipio ubicado en el  condado de Randolph en el estado estadounidense de Carolina del Norte. En el año 2010 tenía una población de 6.541 habitantes.

## Geografía
El municipio de Tabernacle se encuentra ubicado en las coordenadas 35°45′42.49″N 79°58′44.15″O / 35.7618028, -79.9789306.